# Akademia Policji w Szczytnie
Akademia Policji w Szczytnie, do 2023 Wyższa Szkoła Policji w Szczytnie – polska uczelnia służb państwowych z siedzibą w Szczytnie. Powstała 1 października 1990 na mocy rozporządzenia Rady Ministrów z 10 września 1990. Zgodnie z ustawą o Policji jest jednostką organizacyjną Policji.

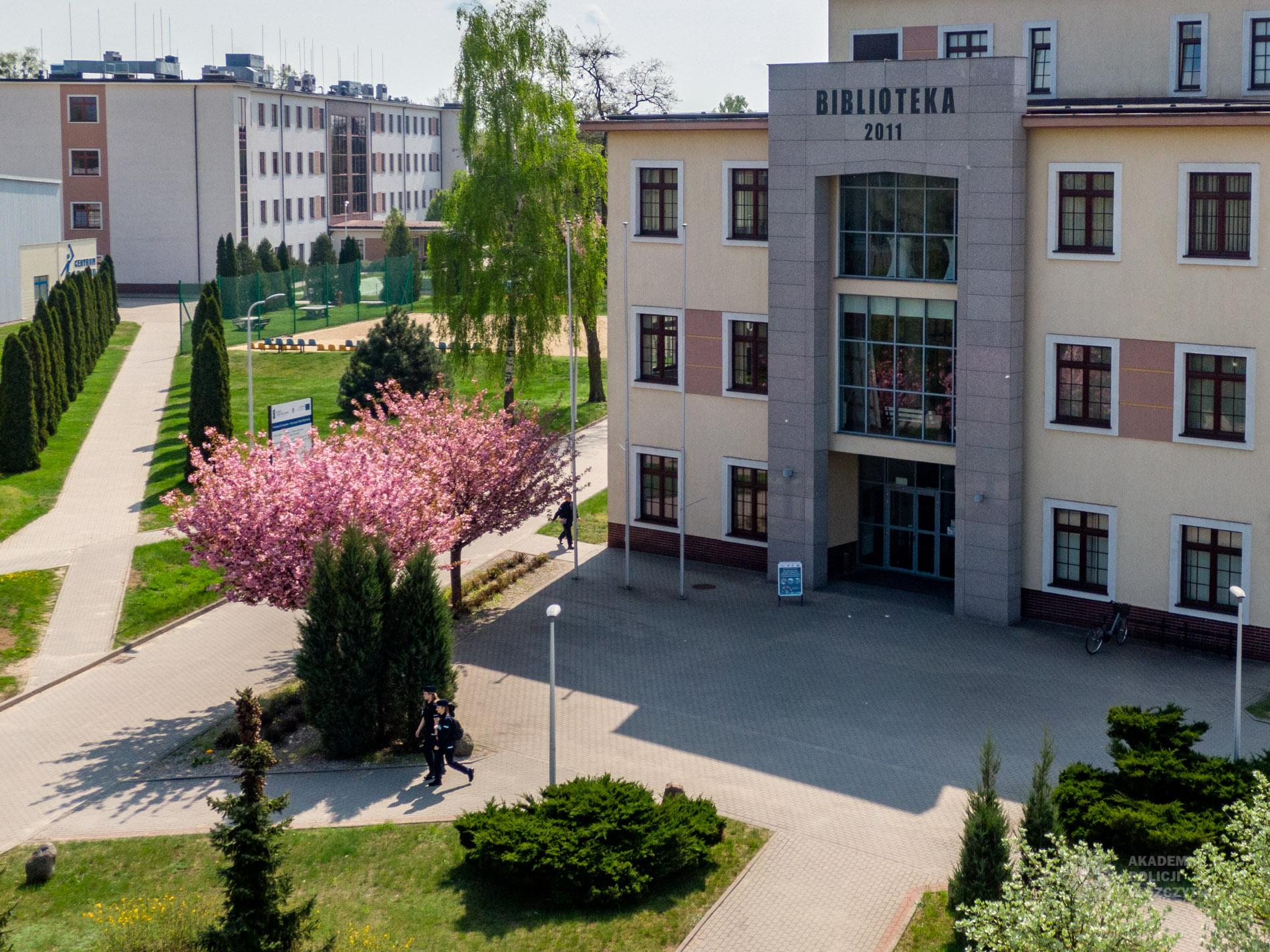
Biblioteka APwSz

Budynek główny Akademii Policji w Szczytnie zimową porą

## Historia

### Lata 1954–1990
15 września 1954 Szkołę Oficerską Milicji Obywatelskiej z siedzibą w Słupsku przeniesiono do Szczytna. Zmieniono również jej nazwę na Ośrodek Szkolenia Oficerów Milicji Obywatelskiej. Jego pierwszym komendantem został mjr Zdzisław Biernaczyk, którego w listopadzie 1954 zastąpił mjr Henryk Słabczyk. Z początkiem marca 1958 placówka otrzymała nową nazwę: Szkoła Oficerska Milicji Obywatelskiej w Szczytnie. W 1960 zmieniono program nauczania, wprowadzając specjalizacje w dziedzinie służby zewnętrznej, zwalczania przestępstw gospodarczych oraz kryminalnych. W 1964 program uzupełniono o specjalizację w dziedzinie ruchu drogowego i naukę pisania na maszynie. W październiku 1969 szkoła została odznaczona przez Radę Państwa Krzyżem Komandorskim Orderu Odrodzenia Polski. 10 lipca 1971 SO otrzymała imię gen. Franciszka Jóźwiaka, ps. „Witold” – pierwszego komendanta Milicji Obywatelskiej.
Rozporządzeniem Rady Ministrów z 1 września 1972 powołano Wyższą Szkołę Oficerską im. gen. Franciszka Jóźwiaka „Witolda”. Tym samym szkoła w Szczytnie otrzymała status szkoły wyższej I stopnia typu zawodowego – jej absolwenci otrzymywali od tego momentu dyplom ukończenia wyższych studiów zawodowych w dziedzinie administracji i porządku publicznego. Absolwenci mieli prawo podjąć studia magisterskie. Otwarcie uczelni i inauguracja roku akademickiego odbyły się 7 października 1972. W czerwcu 1975 szczycieńską szkołę wyższą opuściło pierwszych 367 absolwentów studiów trzyletnich. W czerwcu 1979 gen. Stanisław Zaczkowski odsłonił na terenie kampusu pomnik patrona WSO gen. Franciszka Jóźwiaka. W pierwszej połowie lat 80 XX w. oddano do użytku stołówkę oraz dwa domy studenckie. 30 września 1989 zniesiono Wyższą Szkołę Oficerską w Szczytnie. 1 października 1989 utworzono w warszawskiej Akademii Spraw Wewnętrznych zamiejscowy Wydział Porządku Publicznego w Szczytnie.

### Wyższa Szkoła Policji w Szczytnie (1990-2023)
Na mocy rozporządzenia Rady Ministrów z 10 września 1990 powstała Wyższa Szkoła Policji w Szczytnie. W jej skład weszły: Instytut Nauk Policyjnych z siedzibą w Legionowie (zlikwidowany w sierpniu 1992), Instytut Nauk Społecznych, Instytut Prawa, Instytut Podstaw Służby Policyjnej, Zakład Informatyki i Statystyki, Studium Języków Obcych, Studium Wychowania Fizycznego oraz Studium Wojskowe. 8 listopada 1990, w trakcie pierwszej inauguracji roku akademickiego w Wyższej Szkole Policji, 109 słuchaczy złożyło ślubowanie, natomiast dr Andrzej Misiuk wygłosił wykład pt. Tradycje policyjne II Rzeczypospolitej.
W związku z przyznaniem w 1997 prawa do organizacji mistrzostw świata w pięcioboju policyjnym, podjęto decyzję o budowie na terenie kampusu krytej strzelnicy i pełnowymiarowej pływalni. Obiekty te oddano do użytku w sierpniu 1999. Pod koniec tego samego miesiąca  WSPol zorganizowała mistrzostwa świata w pięcioboju policyjnym, w których udział wzięły reprezentacje z 24 państw. Policjanci z Polski zajęli drużynowo pierwsze miejsce, natomiast policjantki – drugie. W 2002 w Ministerstwie Spraw Wewnętrznych i Administracji pojawiła się koncepcja odebrania szczycieńskiej uczelni statusu szkoły wyższej i kształcenia wyższej kadry na kursach. Plany te nie zostały jednak zrealizowane.
We wrześniu 2008 Polska Komisja Akredytacyjna przyznała Wyższej Szkole Policji w Szczytnie uprawnienia do prowadzenia studiów magisterskich na kierunku bezpieczeństwo wewnętrzne. Uruchomiono je od roku akademickiego 2009/2010. W maju 2010 wmurowano kamień węgielny pod budowę Centrum Dydaktyczno-Badawczego. W ramach wartej ok. 72 mln zł inwestycji wybudowano i wyposażono dwa budynki – bibliotekę oraz Policyjne Centrum Analityczno-Badawcze z laboratorium i dziewięcioma pracowniami. 1 czerwca 2012 utworzono na uczelni Wydział Administracji, w którego skład weszły Instytut Nauk Społecznych, Instytut Prawa i Administracji oraz Studium Edukacji Językowej. 1 października 2017 Wydział Administracji zmienił nazwę na Wydział Policyjnych Nauk Stosowanych. W 2019 nastąpiło przekształcenie Wydziału Bezpieczeństwa Wewnętrznego oraz Wydziału Policyjnych Nauk Stosowanych, w wyniku czego powstał jeden wydział: Wydział Bezpieczeństwa i Nauk Prawnych.
Do lutego 2020 rektorem uczelni był Marek Fałdowski. W marcu 2020 rektorem została insp. dr hab. Iwona Klonowska.
W marcu 2021 uczelnia zawarła porozumienie o współpracy naukowo-dydaktycznej z Katolickim Uniwersytetem Lubelskim Jana Pawła II.

### Akademia Policji w Szczytnie (od 2023)
Z dniem 1 sierpnia 2023 roku zgodnie z art. 1 ust. 2 ustawy z 14 kwietnia 2023 roku o zmianie nazw uczelni służb państwowych nadzorowanych przez właściwego ministra do spraw wewnętrznych, o zmianie ustawy o Policji, ustaw o Straży Granicznej, ustawy o Państwowej Straży Pożarniczej oraz niektórych innych ustaw (Dz.U. z 2023 roku poz. 1088) Wyższa Szkoła Policji w Szczytnie zmieniła nazwę na Akademia Policji w Szczytnie.

## Władze uczelni
- Komendant-Rektor: nadinsp. dr Agata Malasińska-Nagórny[23]
- Zastępca Komendanta-Prorektor: insp. dr Monika Porwisz[23][24]
- Kanclerz: podkom. Anna Pepłowska[23][25]
- Prorektor ds. rozwoju: mł. insp. dr Agnieszka Choromańska[26]
- Dziekan Wydziału Bezpieczeństwa i Nauk Prawnych: mł. insp. dr Agnieszka Sadło-Nowak[27]

## Struktura organizacyjna
Dane na rok 2025
- Wydział Bezpieczeństwa i Nauk Prawnych
  - Instytut Służby Kryminalnej (dyrektor insp. dr Michał Bukowski)[29]
  - Instytut Służby Prewencyjnej (dyrektor: podinsp. dr Adam Płaczek)[30]
  - Instytut Nauk Prawnych (dyrektor: mł. insp. dr Beata Bekulard)[31]
  - Instytut Nauk Społecznych (dyrektor: mł. insp. dr Tomasz Siemianowski)[32]
  - Zakład Edukacji Językowej (p.o. kierownik podinsp. Anna Jurczenko)[33]

## Dydaktyka
Akademia Policji w Szczytnie ma wieloletnią tradycję w kształceniu funkcjonariuszy służb mundurowych, jak również osób cywilnych. Swoje ustawowe zadania realizuje poprzez realizowanie:  
- szkoleń,
- kursów,
- studiów pierwszego i drugiego stopnia w formie stacjonarnej i niestacjonarnej,
- studiów podyplomowych.

Istotnym zadaniem Uczelni w ramach prowadzonej działalności edukacyjnej jest realizacja kursów specjalistycznych, szkoleń zawodowych i doskonalenia zawodowego.
Wydział Bezpieczeństwa i Nauk Prawnych posiada uprawnienia do nadawania stopnia naukowego doktora oraz doktora habilitowanego nauk społecznych w zakresie nauk o bezpieczeństwie.
Biblioteka Akademii Policji w Szczytnie posiada prace o szczególnej wartości, m.in. wydawnictwa policyjno-prawnicze z okresu międzywojennego, oraz archiwum dokumentujące losy funkcjonariuszy Policji Państwowej po 1939 – jeńców obozu w Ostaszkowie. Według stanu z końca 2014 uczelniana biblioteka posiadała 198 172 egz. książek i 6691 egz. czasopism.

## Komendanci-rektorzy
- 1990–1997: insp. dr hab. Mieczysław Goettel
- 1997–1999: nadinsp. Edward Pietkiewicz
- 1999–2003: insp. dr hab. Wiesław Pływaczewski
- 2003–2004: insp. Ryszard Drożdż
- 2004–2005: insp. dr Wiesław Mądrzejowski
- 2006–2008: nadinsp. Kazimierz Szwajcowski
- 2008–2012: insp. dr hab. Arkadiusz Letkiewicz
- 2012–2017: insp. dr hab. Piotr Bogdalski[37]
- 2017–2020: insp. dr hab. Marek Fałdowski[37][19]
- 2020–2024: nadinsp. dr hab. Iwona Klonowska[38][39]
- 2024 (p.o.): mł. insp. dr Monika Porwisz[40]
- 2024–: nadinsp. dr Agata Malasińska-Nagórny[41]